# Vitamín D a chřipka

Strukturní vzorec ergokalciferolu, tj. jednoho z vitamínu D (D_{2})

Existuje několik propracovaných lékařských studií, zabývajících se účinky vitamínu D ve vztahu k chřipce (influenza) resp. dalším infekčním onemocněním dýchacích cest. Bylo zjištěno, že tento vitamín podporuje genovou expresi různých endogenních (vnitřních) antimikrobiálních peptidů (AMP), které vykazují širokou škálu působení proti bakteriím, plísním a konečně také virům. Níže uvedená starší zjištění ukazují, že náchylnost k onemocnění chřipkou se snižuje, pokud je organismus pravidelně vystavován (v bezpečném režimu) slunečnímu záření nebo pokud je v potravinách či olejových kapslích podáván právě vitamín D. Vzhledem k tomu, že hladina vitamínu D se v populaci v různých sezónních obdobích mění, existuje hypotéza, která dává do souvislosti vztah mezi nižší hladinou vitamínu D v populaci a epidemickým výskytem chřipky. Aktuální klinická studie ukázala, že vitamín D před chřipkou nechrání a jen mírně zlepšuje její průběh. Vliv vitamínu D2 na imunitu není prokazatelný, ale u vitamín D3 je.

## Zjištění
Důležitým předpokladem studií, zabývajících se vlivem vitamínu D na virová respirační onemocnění je přesné stanovení hladiny tohoto vitamínu v krvi. Pro tyto účely se používá jeden z metabolitů vitamínu D kalcifediol tj. (25(OH)D), který přesně odráží kvantitativní stav vitamínu D v organismu. Jde o prehormon, vznikající hydroxylací vitamínu D3 v játrech  V následující tabulce jsou stručně představeny některé studie, zabývající se vztahem mezi hladinou vitamínu D a výskytem infekčních respiračních onemocnění.
| Autoři studie                               | zjištění | poznámky |
| ------------------------------------------- | --- | --- |
| Cannell JJ, Vieth R, Umhau JC (2006 a 2008) | Nízká hladina vitamínu D (hypovitaminóza D) je hlavním rizikovým faktorem pro vznik chřipkového onemocnění, takže vitamín D může hrát roli při snižování výskytu a také vážnosti tohoto onemocnění. 5000 (pět tisíc) mezinárodních jednotek vitamínu D denně může snížit četnost výskytu onemocnění chřipkou. V případě léčby chřipky se v závěrech těchto autorů doporučuje dávka 2000 IU/den na jeden kilogram tělesné váhy. Preventivní dávka vitamínu D u dětí činí 1000 IU na cca 11,5 Kg tělesné váhy (resp. 25 liber, přičemž 1 libra = 0,454 Kg). | autoři si všímají souvislosti mezi sezónními změnami hladiny vitamínu D v krvi a epidemickým výskytem chřipky resp. virových onemocnění dýchacích cest. Důležité je však vzít v úvahu i další faktory, které mohou vysvětlit, proč se v jistých obdobích tato onemocnění vyskytují. Například dalším důležitým faktorem je absolutní vlhkost vzduchu, protože její nižší hodnoty přispívají k delšímu přežívání virů v prostředí. |
| Ginde AA, Mansbach JM, Camargo CA (2009).   | Studie z února roku 2009, která byla zveřejněna v časopise Archives of Internal Medicine, což je časopis sledující nové trendy v interní medicíně, a která byla provedena ve spolupráci tří pracovišť (Lékařská fakulta Coloradské univerzity, Všeobecná nemocnice v Massachusetts, Dětská nemocnice v Bostonu) systematicky zkoumala vztah mezi hladinou vitamínu D v krvi a výskytem onemocnění chřipkou resp. nachlazením u 1900 dospělých i dětí. U tohoto rozsáhlého vzorku byl zjištěn významný vztah mezi výrazně větším počtem nedávno proběhlých případů chřipky resp. nachlazení u zkoumaných jednotlivců a nižší hladinou vit. D v krvi. | Pravděpodobnost mezi nižší hladinou vit. D a zvýšeným počtem hlášených případů chřipky resp. nachlazení byla ještě pětkrát silnější v případě, kdy zkoumaná osoba trpěla astmatem. U pacientů s chronickou obstrukční plicní nemocí CHOPN byla zmíněná pravděpodobnost dvojnásobná. Autoři studie však zdůrazňují, že pro účely preventivního podávání vitamínu D je nutné provést klinické studie (tedy experimentální studie, kde je s hladinou vitamínu D zácházeno jako se závislou, kontrolovanou proměnnou, která je pro účely výzkumu měněna pomocí příslušné intervence – tablety, dieta atp. pozn. překl.) |
| Mitsuyoshi U et al. (2010)                  | Randomizovaná, placebem kontrolovaná, dvojitě slepá studie, která byla publikovaná v roce 2010 v časopise American Journal of Clinical Nutrition zjistila na základě výzkumného vzorku čítajícího 167 dětí, že podávání 1200 IU vitamínu D3 v zimních měsících zvýšilo pravděpodobnost neonemocnění sezónní chřipkou o 43 % oproti dětem, které pobíraly placebo. | |
| Camargo et al. (2012)                       | Randomizovaná, placebem kontrolovaná, dvojitě slepá studie, která zjistila podobné procento preventivní účinnosti u dětí v mongolských školách, které užívaly vitamínem D obohacené mléko (300 IU). Oproti dětem, které užívaly mléko, které obohaceno nebylo, měly tyto děti o 50 % větší pravděpodobnost, že neonemocní. | u této studie však výzkumníci nerozlišovali, zda se jedná o běžné nachlazení či chřipku |
| Wayse et al.                                | Studie založená na srovnání vzorku 80 dětí nemocných infekcí dolních cest se zdravými jedinci, zjistila, že onemocnění respirační virózou dolních cest dýchacích byla jedenáctkrát vyšší u těch, které měly nejnižší hladiny kalcifediolu v krvi | |
| Rehman PK. (1994)                           | Podávání 60 000 IU vitamínu D po dobu 6 týdnů dětem, které vykazovaly větší náchylnost k respiračním virózám, vedlo u nich po dobu následujících 6 měsíců k vymizení těchto příznaků | |
| Aloia and Li-Ng (2007)                      | Studie zkoumala imunoprotektivní vliv vitamínu D u 104 žen v postmenopauzálním věku, které byly léčeny vitamínem D z důvodu jeho základní indikace (zlepšení vápníkového hospodaření organismu kvůli zlepšení pevnosti kostí – prevence a léčba osteoporózy aj. příbuzných chorob). Během tří let byly tyto ženy zároveň každých 6 měsíců dotazovány ohledně výskytu infekčních respiračních chorob. Další ženy (také 104) užívající placebo tvořily kontrolní skupinu. V prvních dvou letech byla podávána dávka 20 μg/d (800 IU) vit. D, třetí rok byla dávka zvýšena na 50 μg/d (2000 IU). Závěry po třech letech byly tyto: Z 208 žen onemocnělo respiračním infektem 34 žen, z toho 8 ve skupině užívajících vitamín D. V posledním roce studie, kdy došlo ke zvýšení denní dávky vitamínu D na 2000 IU, bylo zaznamenáno pouze jedno infekční respirační onemocnění ve skupině žen užívajících vitamín D. | |
| Li-Ng M et al. (2009)                       | Titíž autoři jako v předchozím řádku provedli v roce 2007 studii, která byla primárně zaměřena na podávání vitamínu D v zimním období, a to za účelem prevence proti respiračním infektům. 162 dospělým osobám byl podáván vit. D v dávce 50 μg/d (2000 IU) po dobu 12 týdnů, přičemž oproti kontrolní skupině, která dostávala placebo, nebyl zjištěn žádný preventivní účinek. | Takový výsledek může poukazovat na to, že preventivní účinek vit. D se dostaví po delší době jeho podávání, kdy se přirozeně hromadí ve tkáních (protože je rozpustný v tucích, tj. je lipofilní) nebo po podstatně vyšších dávkách. Souvisí to s charakteristickou farmakokinetikou samotného vitamínu D resp. jeho aktivního metabolitu 25(OH)D. Předpokládá se, že plného antimikrobiálního efektu lze dosáhnout, pokud hladina 25(OH)D, která ukazuje na aktivitu vitamínu D v organismu, se pohybuje v rozmezí (44-70 ng/ml). Této vyšší úrovně hladiny 25(OH)D dosahuje přibližně 10 % obyvatel USA.          |
| Laaksi (2007)                               | U těch finských branců, jejichž hladina 25(OH)D v séru byla menší než < 40 nmol/L, byl prokazatelně (P = 0.004) vyšší počet absenčních dní z důvodů akutních respiračních infekcí. | |

### Akutní respirační infekce a UV záření
Ačkoliv výše uvedené studie jsou z nedávné doby, zkušenosti a důkazy o působení vitamínu D jako preventivní látky proti nachlazení horních cest dýchacích existují již dlouho. Už v roce 1926 Smiley jako první popsal silný inverzní (obrácený) vztah mezi opalováním a výskytem infekcí horních cest dýchacích. Zároveň tento vztah dal do souvislosti s poruchou vitamínového metabolismu, který má přímou souvislost se slunečním zářením, kterého je nedostatek během zimních měsíců, během nichž se právě příslušné infekty vyskytují nejčastěji (viz v češtině známé pořekadlo "Kam nechodí slunce, tam chodí lékař"). Termorshuizen F. se svými kolegy výše uvedený vztah prokázal u jednoročních dětí v Nizozemsku. Děti, které se slunci vystavovaly nejméně, měly dvojnásobnou pravděpodobnost, že se u nich objeví kašel oproti dětem, které v příslušné skupině naopak byly slunci nejvíce vystaveny (v bezpečném režimu). V případě rýmy (rhinitis), je tato pravděpodobnost trojnásobná. Zajímavé výsledky poskytla rovněž dlouhodobá studie z ruského sportovního prostředí, kde aplikace horského slunce 2 x týdně po dobu tří let u 410 mladých atletů trojnásobně snížila počet dní sportovní absence a snížila nemocnost virovými respiračními onemocněními o 50 %.
Zajímavý poznatek k výše napsanému přinesl Liu et. al. Afroameričané mají přibližně poloviční hladinu 25(OH)D, což má zřejmý vliv na produkci antimikrobiálních peptidů. Tmavší pleť má velkou koncentraci melaninu, který chrání keratinocyty před UV zářením, které je zodpovědné za vytváření vitamínu D v kůži. V obdobích, kdy je sluneční záření nedostatečně dostupné, existuje běžné riziko zejména u dětí, že hladina vitamínu D poklesne pod normální průměrné hodnoty, ale u černošských dětí jsou příslušné dopady vyšší. Dowellova retrospektivní studie (srovnání dat za období 1939–1996) dokumentuje, že úmrtnost na zápal plic je v USA u černošských dětí dvojnásobná oproti bělochům, a to navzdory terapii moderními antibiotiky. Obecně platí, že průměrná hladina vitamínu D (resp. jeho aktivních metabolitů) v krvi se odvíjí od počtu slunečních dní na daném území (s přibližováním k pólům klesá), barvy pleti, či klimatických podmínek (inverze, smog, deštivé období atd.).

## Vysvětlení ochranného účinku vitamínu D
Mnoho studií nedávno upozornilo, že vitamín D se významně podílí na řízení některých genů, které jsou zodpovědné za produkci rozličných antimikrobiálních peptidů (jako např. katelicidinu), jež vykazují širokou škálu mikrobicidního účinku proti bakteriím, virům či plísním. Obecně platí, že antimikrobiální peptidy rychle likvidují lipoproteinové membrány zasažených mikroorganismů. Mezi zasahované membrány patří i ta, která obaluje virus influenzy. Antimikrobiální peptidy jsou součástí vrozené imunity, která se vyznačuje velkou rychlostí a nízkou specificitou (resp. pamětí) v boji proti hostiteli. Jsou obsaženy jak v epitelu sliznic (viz slizniční imunitní systém), tak ve fagocytech, kde jsou tyto peptidy součástí fagolyzozomů, tj. organel, které jsou zodpovědné za lýzu (rozklad) pozřených patogenů. Ve slizničním epitelu pomáhají tyto peptidy v obraně proti hostiteli tak, že vytvářejí jakousi antimikrobiální barikádu. Když totiž mikroby překonají imunitní obranu viskózní části sliznice a dostanou se k samotnému epitelu, dojde k aktivaci jakési záložní barikády, spočívající v rychlém vylučování antimikrobiálních peptidů jako např. β-defensinu 2 či již zmiňovaného katelicidinu. Důležitá je rovněž ta vlastnost antimikrobiálních peptidů, která je zodpovědná za spouštění opravných mechanismů narušené tkáně, zajišťujících novotvorbu epitelu či cév (angiogeneze).

## Obecnější role vitamínu D v imunitním systému
Úvodem kapitoly si nejprve připomeňme, že rozličné formy vitamínu D patří mezi sekosteroidy, což jsou vlastně steroidy s jednou přerušenou vazbou steroidového kruhu.
Vliv vitamínu D je spojen zejména s přirozenou imunitou, přičemž bližší poznatky k tomuto vztahu se začaly objevovat zejména v letech 2004 až 2008. Nejprve Whiteova výzkumná skupina na McGillově univerzitě a potom dvě na sobě nezávislé skupiny (z University of California a z University of Los Angeles) prokázali, že aktivní forma vitamínu D [1,25(OH)2D] výrazně zvyšuje příslušnými geny podmíněnou tvorbu antimikrobiálních peptidů v bílých krvinkách. Bližší vysvětlení viz Whiteovystránky. Jak epiteliální buňky, tak makrofágy zvyšují vylučování antimikrobiálního katelicidinu po styku s patogenními mikroorganismy, přičemž toto vylučování je závislé právě na vitamínu D. Patogeny, stejně jako mikroorganismy, které běžně osidlují naše dýchací cesty (tzv. komenzálové), stimulují produkci enzymu hydroxylázy, který přeměňuje 25(OH)D na 1,25(OH)2D. Tento sekosteroid (hormon) následně aktivuje celou řadu genů zapojených do plicní imunity ve výše uvedeném smyslu.
V makrofázích, jako důležitých reprezentantech tkáňové imunity, vitamín D potlačuje prozánětlivý cytokin interferon γ , tumor nekrotizující faktor α a interleukin 12. Dále snižuje množství (up-regulace) receptorů PAMP (pathogen associated molecular pattern), které umožňují rozpoznat prvkům imunitního systému molekuly, které slouží jako identifikátory příslušné cizorodé látky či organismu. V případě vitamínu D je spojení s omezením množství receptorů PAMP důležité ve vztahu ke keratinocytům.  (pozn. tento vztah je mj. důležitý pro pochopení dermatoimunologického (imunita kůže) účinku vitamínu D resp. jeho derivátů např. v podobě kalcitriolu, který se lokálně užívá v léčbě lupénky pozn. překl.) Vitamín D tudíž zlepšuje lokální (slizniční) antimikrobiální kapacitu tím, že dovoluje rychle vyloučit příslušná endogenní antibiotika, a v témže čase tlumí akutní zánětlivé projevy zapříčiněné adaptivní imunitou.

## Preventivní užívání vitamínu D
Vitamín D může potenciálně hrát důležitou roli v prevenci jak chřipky, tak akutních respiračních infekcí. Vztah mezi hladinou vitamínu D a jeho imunoprotektivním účinkem se zdá být zřejmý. Samotná preventivní terapie je levná a bez závažných rizik. Výše naznačené souvislosti vedou mnohé odborníky k závěru, že problém nedostatku vitamínu D by měl být považován za důležitou otázku veřejného zdraví. [zdroj?]